# Новица Савић
Новица Савић (Горње Сварче, Блаце, 10. новембар 1943 — Београд, 17. октобар 2004) био је српски драмски писац, приповедач и романсијер.

## Биографија
Рођен је у Горњој Сварчи у Топлици, где је провео рано детињство. Од шесте годише живи у Београду, где завршава основну и Средњу бродарску школу. Годину дана провешће радећи на речним бродовима, а онда уписује драматургију на Академија за позориште, филм, радио и телевизију где дипломира у класи професора Јосипа Кулунџића. Кратко је радио у средњој школи и био директор Народног позоришта у Суботици. Највећи део радног века проводи као слободан уметник.
Писао је телевизијске драме и сценарије за игране и документарне серије и емисије, сарађујући са готово свим телевизијама у СР Југославији, а највише са Радио-телевизијом Београд. Истовремено пише прозу и позоришне комаде који су извођени и објављивани широм земље. Несклон самонаметљивости и рекламерству, у свом раду био је углавном усмерен на анонимне књижевне конкурсе. Није постојао ниједан прозни, драмски или телевизијски конкурс у СР Југославији на којем није учествовао и добио награду. Његове позоришне комаде су режирали: Борислав Глигоровић, Бранко Плеша, Радослав Златан Дорић, Миомир Мики Стаменковић, Славољуб Стефановић Раваси, Владимир Путник и други. Изведено му је и преко седамдест радио-драма, од којих је већина емитована широм Европе. То га сврстава међу најплодније ствараоце у овој форми.
О његовом самопрегорном раду и посвећености књижевности довољно говори податак да је иза његове трагичне смрти остало 188 небјављених рукописа: 92 позоришна комада, 52 телевизијске драме и филмских сценарија, 31 збирка кратких прича и 15 романа.

## Награде
- Награда Бранислав Нушић за најбољи драмски текст (троструки добитник за драме „Крвава тета“, „Кад онај тамо умре“, „Овде нема лопова“),
- Радоје Домановић за кратку сатиричну причу (вишеструки добитник),
- Награда Дана комедије у Јагодини за најбољи комедиографски текст (двоструки добитник: „Ноћ усред дана“ и „Како потаманити гамад“),
- Победник конкурса Народног позоришта у Београду поводом 125. годишњице постојања (драма „Побратим“)

## Дела

### Проза
- Из блата, из прашине (кратке приче),
- И ми смо људи (приповетке),
- Каљуга (роман),
- Откуп (приповетке),

### Играни позоришни комади
- Побратим (Народно позориште, Београд),
- Како потаманити гамад (Звездара театар),
- Крвава тета (Покрајинско народно позориште, Приштина),
- Споменик за друга Данила (Народно позориште, Зеница),
- Возач (Позориште „Зоран Радмиловић“, Зајечар),
- Велики Мак (Позориште „Тоша Јовановић“, Зрењанин),
- Ноћ усред дана (Позориште „Тоша Јовановић“, Зрењанин),
- Не окрећи се, сине (Народно казалиште, Осијек),

### Објављене драме
- Опет плаче, ал сад од среће, Савремена српска драма, бр. 13,
- Кад онај тамо умре, Савремена српска драма, бр. 15,
- Овде нема лопова, Драма, Београд,

### Телевизијске драме
- Село без сељака, ТВ серија, 1972.
- Пуцањ у шљивику преко реке, РТС, режија Здравко Шотра, 1978.
- Градилиште, РТС, режија Слободан Шијан, 1979.
- Балада о црвенокосом, Телевизија Загреб,
- Бег, Телевизија Загреб, режија Дражен Пишкорић,
- Снегови, живот и смрт Филипа Филиповића, РТС, режија Миша Радивојевић,
- Ватрогасац, ТВ Сарајево, режија Мухамед Мехмедовић, 1983.
- Погон за прераду воћа, ТВ Сарајево, режија Милан Билбија,
- Две карте за град, ТВ Загреб, режија Зринко Огреста, 1984.
- Гарсоњера, РТС, режија Дуда Ћерамилац,
- Са 204-272, 1991.
- Тридесетдва квадрата, 2002.